# Funkdoobiest
Funkdoobiest ist eine Latin-Hip-Hop-Gruppe aus Los Angeles, Kalifornien. Ihren Stil kann man als smoothen, bassbetonten Hardcore-Rap bezeichnen.

## Bandgeschichte
Funkdoobiest wurde 1989 von DJ Ralph M „The Mexican“ (Ralph Medrano) und dem Puerto Ricaner Son Doobie (Jason Vasquez) gegründet; die Band nannte sich zu diesem Zeitpunkt noch „Ralph M and Sun“. Später stieß Tomahawk Funk (Tyrone Pacheco) von der Lakota Nation zu Funkdoobiest hinzu. Den Beginn von Funkdoobiest als Band beschreibt Ralph M in einem Interview folgendermaßen:
"Funkdoobiest the name came later in 1991 from a song B-Real had written titled "The FunkDoobiest". So one day Muggs and myself were rollin around L.A. and I said "Yo, we the Funkdoobiest: Ralph M, Son Doobie, Tomahawk Funk." And it’s been history since. That name was too dope to just be a song."
Ralph M begann seine musikalische Karriere als DJ und Produzent, unter anderem für Mellow Man Ace, einem Cousin von Sen Dog (Cypress Hill), und für House of Pain. Auch Son Doobie arbeitete mit House of Pain zusammen. Noch bevor das erste Funkdoobiest-Album erschien, hatte er einen Gastauftritt auf dem Debütalbum von House of Pain. Aufgrund der engen Kontakte zu Cypress Hill und House of Pain übernahm DJ Muggs neben Ralph M einen erheblichen Teil der Produktion des ersten und auch des zweiten Funkdoobiest-Albums. Auf dem Debütalbum Which Doobie U B? wurden die Tracks The Funkiest und Bow Wow Wow von DJ Lethal (House of Pain) mitproduziert; für das zweite Album Brothas Doobie steuerte DJ Lethal den Track It ain´t going down bei. Die enge Zusammenarbeit zwischen Cypress Hill, Funkdoobiest und House of Pain führte dazu, dass diese Gruppen das Gerüst des Künstlerkollektivs Soul Assassins bildeten.
Nach der Veröffentlichung des zweiten Albums trennte sich Tomahawk Funk von Funkdoobiest; er begründete diesen Schritt damit, dass er sich mehr um seine Frau und seinen kleinen Sohn kümmern wolle.
Das dritte Album The Troubleshooters (1997) produzierte DJ Ralph M im Wesentlichen allein, insbesondere ohne die Mithilfe von DJ Muggs und DJ Lethal. Die Band House of Pain hatte sich zu diesem Zeitpunkt bereits aufgelöst. Das dritte Album weist stärkere Latin-Rap-Elemente als die ersten beiden Alben auf und gilt als das vielseitigste Werk der Gruppe. Der Track Five Deadly Indians ist Tomahawk Funk gewidmet, der – wie Ralph M in Interviews stets betonte – immer ein Teil von Funkdoobiest bleiben werde.
Nach der Veröffentlichung des dritten Albums gingen Ralph M und Son Doobie getrennte Wege. Während Ralph als Radio-DJ für den Sender Power 106 FM tätig war, veröffentlichte Son Doobie auf dem Label Battleaxe Records zwei Soloalben.
Im Jahr 2005 gingen DJ Ralph M und Son Doobie gemeinsam als Funkdoobiest wieder auf Tour. 2007 erschien eine gemeinsame Single mit dem Titel Hip Hop Music. Das vierte Album Golden B-Boys entstand wieder unter Mitwirkung von Tomahawk Funk.

## Diskografie
Alben
- 1993: Which Doobie U B? (Epic Records)
- 1995: Brothas Doobie (Immortal/Epic Records)
- 1997: The Troubleshooters (Buzztone/RCA Records)
- 2009: The Golden B-Boys (Funkdoobiest Music)

Singles
- 1993: The Funkiest (12", Immortal)
- 1993: Bow Wow Wow (12", Immortal)
- 1993: Wopbabalubop (12", Immortal)
- 1995: XXX Funk (12", Immortal)
- 1995: Dedicated (12", Immortal)
- 1995: Rock On (12", Epic Records)
- 1997: Oye Papi (12", RCA Records)
- 1997: Papi Chulo (12", BMG)
- 2007: Hip Hop Music (12", Doobie Funk)

2001 veröffentlichte Sony unter dem Titel Funkiest eine Zusammenstellung von zehn Titeln, die den ersten beiden Alben entnommen sind. Die Veröffentlichung wird ebenfalls als Single geführt.